# Canutus Kylander
Canutus Kylander, född 1590 i Nykils församling, Östergötlands län, död 19 februari 1667 i Vikingstads församling, Östergötlands län, var en svensk präst.

## Biografi
Canutus Kylander föddes 1590 i Nykils församling. Han var son till kyrkoherden Matthias Gemelli Cuprimontanus och Anna Botvidsdotter. Kylander blev 1617 student vid Uppsala universitet och prästvigdes 2 augusti 1622. Han blev 1622 komminister i Nykils församling, 1626 komminister i Rakereds församling och 1627 kyrkoherde i Vikingstads församling. Kylander blev 8 maj 1654 kontraktsprost i Valkebo kontrakt. Han avled 1667 i Vikingstads församling.

## Familj
Kylander var gift med Sigrid Nilsdotter (död 1668). De fick tillsammans barnen kyrkoherden Matthias Wichman i Vists församling, Karin som första gången var gift med kyrkoherden Andreas Andori Kylander i Lommaryds församling och andra gången med kyrkoherden Petrus Erlandi Wircknæus i Visingsö församling, studenten Samuel (1631–1650) vid Uppsala universitet, studenten Nils (född 1653) vid Uppsala universitet, Knut (död 1648), Jon (1649–1649), Brita (död 1652) och Daniel (död 1647).